# Toda Haoussa
Toda Haoussa (auch: Tajouka, Toda) ist ein Dorf in der Landgemeinde Guidan Sori in Niger.

## Geographie
Das von einem traditionellen Ortsvorsteher (chef traditionnel) geleitete Dorf befindet sich rund 25 Kilometer nordwestlich des Hauptorts Guidan Sori der gleichnamigen Landgemeinde, die zum Departement Guidan Roumdji in der Region Maradi gehört. Zu den Siedlungen in der näheren Umgebung von Toda Haoussa zählen Toda Peulh im Südosten, Kabra im Nordwesten und Ballarabé im Nordosten.
Toda Haoussa ist Teil der Übergangszone zwischen Sahel und Sudan. Die durchschnittliche jährliche Niederschlagsmenge beträgt hier zwischen 400 und 500 mm.

## Geschichte
Das Dorf war Namensgeber der „Toda-Affaire“ (affaire Toda) im Jahr 1991. Dabei handelte es sich um ein Massaker von Hausa-Ackerbauern aus mehreren Dörfern, die sich aufgrund von Landnutzungskonflikten gegen ein Lager von Fulbe-Viehzüchtern verbündeten. Sie töteten dort mehr als hundert Menschen, nachdem sie deren Behausungen in Brand gesteckt hatten.
Aus dem Nordwesten des Nachbarlands Nigeria flüchteten aufgrund der sich verschlechternden Sicherheitslage von April bis Juli 2009 mehr als 35.000 Menschen in die Departements Guidan Roumdji und Madarounfa in Niger. Toda Haoussa gehörte zu den Orten, die Flüchtlinge aufnahmen. Mit Stichtag 31. August 2019 handelte es sich dabei um 201 Personen. Laut einer Erhebung vom September 2022 lebten in Toda Haoussa 175 interne Vertriebene aus 20 Haushalten.

## Bevölkerung
Bei der Volkszählung 2012 hatte Toda Haoussa 400 Einwohner, die in 48 Haushalten lebten. Bei der Volkszählung 2001 betrug die Einwohnerzahl 277 in 34 Haushalten und bei der Volkszählung 1988 belief sich die Einwohnerzahl auf 1024 in 169 Haushalten.
Die Bevölkerungsdichte in diesem Gebiet ist für nigrische Verhältnisse hoch.

## Wirtschaft und Infrastruktur
In Toda Haoussa gibt es eine Grundschule. Das Gebiet der Ebenen im südlichen Teil der Region Maradi, in dem die Siedlung liegt, ist von einer anhaltenden Degradation der ackerbaulichen Flächen gekennzeichnet, die mit der hohen Bevölkerungsdichte in Zusammenhang steht. Das nigrische Unterrichtsministerium richtete 1996 gemeinsam mit dem Welternährungsprogramm der Vereinten Nationen zahlreiche Schulkantinen in von Ernährungsunsicherheit betroffenen Zonen ein, darunter eine für Nomadenkinder in Toda Haoussa. Vom Dorf führt die 35 Kilometer lange Route 435 zur Staatsgrenze mit Nigeria. Es handelt sich um eine einfache Piste.